# 小博爾齊克湖

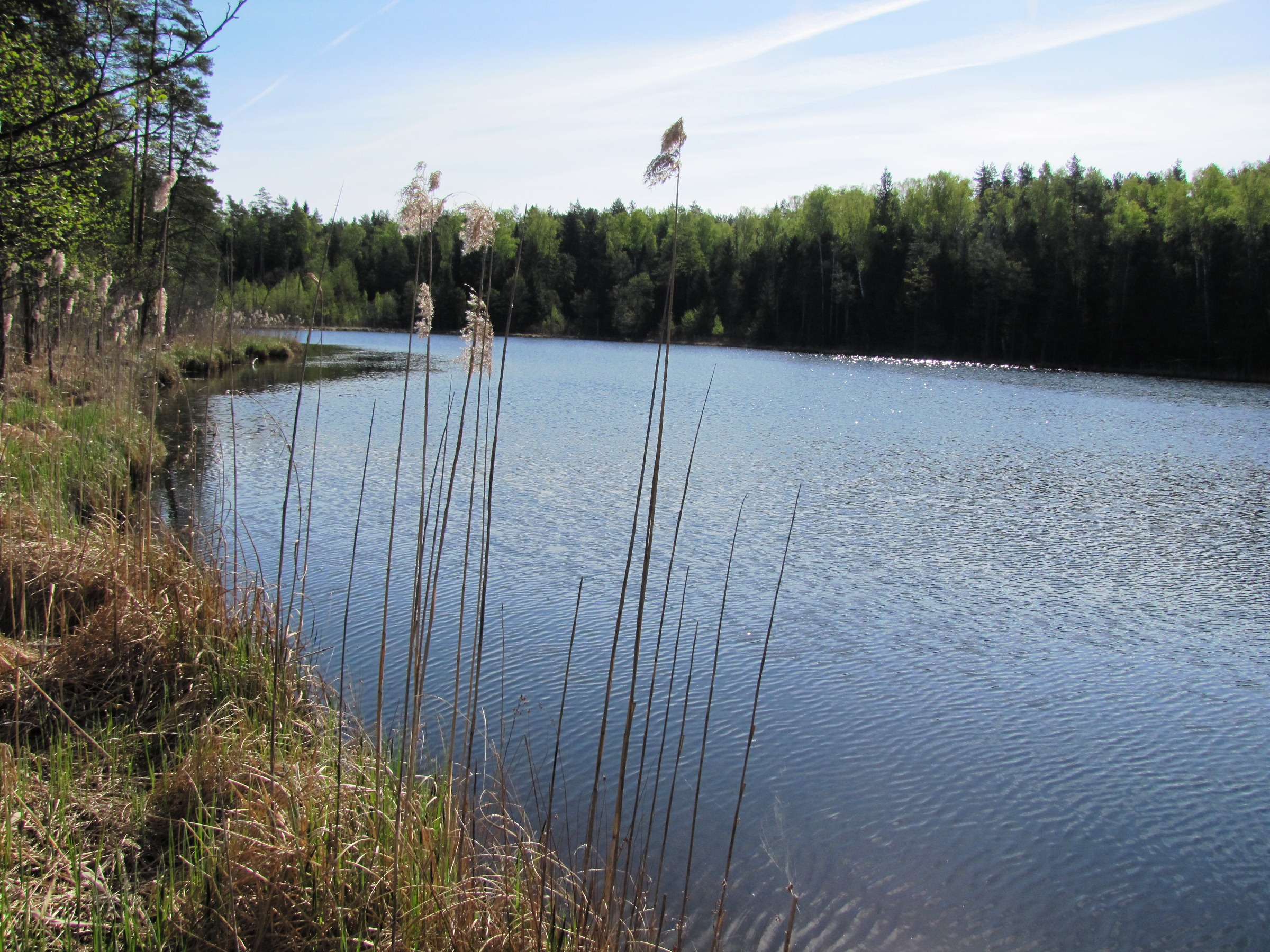
小博爾齊克湖

小博爾齊克湖 (（白俄羅斯文） Малы Болцік) 是白俄羅斯的湖泊，位於斯特拉恰河流域，由明斯克州負責管轄，長0.25公里、寬0.11公里，面積0.03平方公里，海拔高度188米，平均水深2.8米，最大水深6米。